# Jiří Gruntorád
Jiří Gruntorád (* 21. září 1952 Praha) je bývalý vydavatel samizdatové literatury, člen Výboru na obranu nespravedlivě stíhaných (VONS) a signatář Charty 77. V letech 1980–1984 byl vězněn pro podvracení republiky. Po pádu komunistického režimu se stal zakladatelem a ředitelem knihovny samizdatové a exilové literatury Libri prohibiti. Jako autor se podílel na publikacích o exilové literatuře. V Ústavu pro studium totalitních režimů zasedal ve vědecké radě.

## Život
Za socialistické diktatury pracoval v dělnických profesích, například jako topič či zedník. Od roku 1978 se začal věnovat vydávání samizdatové literatury a v jeho edici Popelnice postupně vyšlo na 130 režimem zakázaných knih. První jím vydaná knížka byl Seifertův Morový sloup. Právě na základě knih z edice Popelnice po sametové revoluci vybudoval knihovnu Libri prohibiti, ochraňující a zpřístupňující největší sbírku zakázaných a exilových knih, dokumentů, časopisů a dalších materiálů v Česku. Knihovna byla veřejnosti otevřena v roce 1990.
Poté, co se v roce 1979 stal signatářem Charty 77, následovalo dvojnásobné věznění. Nejprve byl odsouzen na tři měsíce za nedovolené držení zbraně (v roce 1990 byl rehabilitován) a nedlouho po propuštění ho čekalo druhé uvěznění, tentokrát na čtyři roky za podvracení republiky (1980–1984), kterého se údajně dopustil tak, že rozšiřoval hudební nahrávky a opisy literárních textů (mimo jiné i Jaroslava Seiferta a Bohuslava Reynka). Roky 1981–1983 tak strávil ve věznici v Minkovicích, kde vězni v těžkých podmínkách pracovali pro výrobce bižuterie Preciosa. V průběhu výkonu trestu byl dozorci bit; když si na to stěžoval, přidali mu k trestu čtrnáct měsíců s tím, že se dle tvrzení dozorců sám zranil, aby mohl neprávem obvinit dozorce. Po tomto incidentu byl soudně přeřazen do 3. NVS a následujících čtrnáct měsíců byl vězněn ve Valdicích. Tento dodatečný trest mu byl v roce 1985 soudem zrušen. Po propuštění žil další tři roky (což byla maximální sazba) v režimu tzv. ochranného dohledu, v rámci kterého nesměl mimo jiné v nočních hodinách opustit Prahu 2. Pracoval jako topič, ale i z této práce byl náhle z politických důvodů propuštěn.
Po vzniku Ústavu pro studium totalitních režimů byl jmenován členem jeho vědecké rady. Vědeckou radu opustil nedlouho poté, co byl novým ředitelem ústavu jmenován Jiří Pernes (jako další radu opustili Jan Kuklík, Jiří Gruša a Eduard Stehlík). Dne 22. listopadu 2010 byl ředitelem Danielem Hermanem jmenován členem nového Poradního kolegia ředitele Ústavu pro studium totalitních režimů.
V roce 2011, společně s dalšími minkovickými vězni – Vladimírem Hučínem a Jiřím Wolfem, vypovídal u soudu s bývalým dozorcem a pozdějším komunistickým poslancem Josefem Vondruškou, že je Vondruška nepřiměřeně agresivně trestal. Vondruška nakonec nebyl odsouzen.
V roce 2016 se podílel na vyhlášení Mezinárodního dne samizdatu.

### Hladovka za odstoupení ministra Jurečky
Na výročí Dne boje za svobodu a demokracii, 17. listopadu 2023, zahájil před Úřadem vlády protestní hladovku za odstoupení vicepremiéra a ministra Mariana Jurečky a důstojné penze disidentů. O den později se k němu připojil John Bok. Protest zaznamenal velký mediální zájem.
Příčinou se stala kauza nepřiznaného průměrného důchodu undergroundovému písničkáři a disidentu Karlu „Charliemu“ Soukupovi, jenž byl Akcí Asanace donucen k emigraci a část penze měly vyplácet úřady v Austrálii, kde žil. Gruntorád se s Danou Němcovou a dalšími devíti bývalými členy VONS v srpnu 2022 písemně obrátil na premiéra Petra Fialu o řešení, jenž navrhl podat žádost na zmírnění tvrdosti zákona a přepočet penze. Ministr práce a sociálních věcí Marian Jurečka však žádost zamítl a Soukupovi doporučil sociální dávky. Gruntorád tak oslovil vicepremiéra Víta Rakušana, který přislíbil se věcí zabývat. Do listopadu 2023 však k žádné aktivitě nedošlo, což vyústilo v zahájení avizované hladovky. V řádu dní pak ministerstvo práce a sociálních věcí žádost opět přezkoumalo a Soukupovi přiznalo požadovaný průměrný důchod. Hodlalo také dořešit australskou větev případu. Oba bývalí disidenti přesto trvali na Jurečkově odchodu z vlády, a pokračovali v hladovce, až do 25. listopadu, kdy došlo ke shodě na kompromisním návrhu. Ten premiérovi a oběma vicepremiérům představili Petr Placák, Jarmila Johnová, Jiří Fiedor, Mikuláš Kroupa a Ladislav Kudrna. Následně jej přijali i Gruntorád s Bokem. Souběžně s vládou vyjednávala i Jana Marco. Fialův kabinet tak podle návrhu zrušil usnesení z ledna 2022, jímž se přihlásil „k tradicím dlouholetého zápasu Charty 77 o lidská práva a demokracii“. Přesto se vláda odmítla vzdát odkazu Charty.

## Ocenění
- 2002 –  Medaile Za zásluhy 1. stupně
- 2002 – Magnesia Litera za přínos české literatuře.[14][2]
- 2008 – Medaile Z. V. Tobolky.[15][16]
- 2010 – Cena 1. června města Plzně za odvahu při rozšiřování zakázané literatury v totalitním režimu a za založení knihovny Libri prohibiti.[2]
- 2011 – Rezortní vyznamenání Zlaté lípy ministra obrany ČR.[17]
- 2019 – Stříbrná medaile Masarykovy univerzity.[18]
- 2019 – Cena Fragmenty paměti, udělená v rámci konference projektu Mene tekel.[19]
- 2022 – Polské vyznamenání Medal wdzięczności, které uděluje Europejskie Centrum Solidarności.[20]
- 2023 – Cena ÚSTR Za svobodu, demokracii a lidská práva.[21]

## Dílo
- Informace o Chartě 77 (Doplněk 1998). ISBN 80-7239-006-6
- Exilová periodika. Katalog periodik českého a slovenského exilu a krajanských tisků vydávaných po roce 1945. ISBN 80-85996-24-3
- Kritický sborník 1981–1989. Výbor ze samizdatových ročníků. (Triáda 2009, spoluautor). ISBN 9788087256022